# Barrio Unión (Río Negro)
Barrio Unión es una localidad argentina ubicada en el Departamento Avellaneda de la Provincia de Río Negro. Se encuentra 5 km al oeste de Chimpay, y al sur de la Ruta Nacional 22. Los vecinos lo denominan informalmente Kuwait.
Es un barrio carenciado de la zona rural de Chimpay, la mayor parte de sus habitantes tiene empleos temporarios, salvo los que trabajan en establecimientos frutícolas. Cuenta con un centro comunitario y un puesto de salud con deficiente infraestructura y atendido por médicos del hospital de Chimpay. Parte de su población se encuentra desarrollando cría de pollos y gallinas.

## Población
Contó con 89 habitantes (Indec, 2010), lo que representó un descenso del 2% frente a los 91 habitantes (Indec, 2001) del censo anterior.

 El censo 2022 registró una población de 91 habitantes que se repartieron entre 47 hombres y 44 mujeres. Sin embargo, las cifras obtenidas fueron estimativas solo teniendo en cuenta a la población en viviendas particulares; es decir, excluyendo del dato a la población institucional y las personas sin hogar. Gracias a este censo también fue posible conocer su densidad y tamaño urbano.
| Evolución demográfica |
|                       |
| INDEC                 |